# Торово
Торово (словен. Torovo) је насељено место у општини Водице, Средњесловенска регија, Словенија.

## Историја
До територијалне реорганизације у Словенији било је у саставу града Љубљане, односно старе општине Шишка.

## Становништво
У попису становништва из 2011. године, Торово је имало 36 становника.
| Број становника према пописима | Број становника према пописима | Број становника према пописима |
| ------------------------------ | ------------------------------ | ------------------------------ |
| 1991                           | 2002                           | 2011                           |
| 37                             | 32                             | 36                             |

Напомена: Године 2009. умањено за део насеља који је припојен насељу Запоге.